# Huberto Santacruz
 José Huberto Santacruz Carrera (Quito, Provincia de Pichincha, Ecuador, 8 de octubre de 1915) Fue uno de los músicos ecuatorianos más destacados de todos los tiempos por su afín y su gran talento con el piano.

## Primeros años
Nació en la ciudad de Quito en una familia de músicos. Fueron sus padres don Carlos Santacruz Pérez y doña Rosario Carrera Recalde. Ocupó el primer lugar de entre sus hermanos, Orfa Cecilia, María Armida (+) y Carlos Camilo (+). 

### Destacando en el arte musical
Al terminar su instrucción primaria, Huberto Santacruz contagiado el arte de su señor padre, que interpretaba el piano magistralmente, le sigue sus pasos; asimila sus conocimientos y sin haber sido alumno del Conservatorio Nacional de Quito, comienza desde la edad de 8 años a asombrar a quienes lo escuchaban y a presentarse a lo largo de su trayectoria artística, en renombrados escenarios del país y del exterior. Su primer debut como pianista lo hace en una de las primeras emisoras del Ecuador, Radio “El Prado” de Riobamba donde fue acompañante de Carlota Jaramillo, Los Hermanos Hierro, el dúo compuesto por Rubén y Plutarco Uquillas, etc. En el desenvolvimiento de sus actividades artísticas a intervino con la Compañía de Tito Marisol, de Ernesto Albán, Dúo Benítez Valencia, José Ignacio Canelos, Segundo Cueva Celi. 
Uno de los pasajes más recordativos en la vida de Huberto Santacruz, es el hecho de haber acompañado en el piano a María Félix 'La doña', con quien interpretó música del recordado Agustín Lara. Huberto Santacruz paseó su arte en otros, en los siguientes escenarios: H-C-K de Gobierno, El Palomar, Radio Cristiana HCJB La Voz de los Andes, Radio “Bolívar”, Nariz del Diablo, Radio “Gran Colombia “, Radio “Quito”, Radio “Atahualpa”, Radio “Tarqui”, en Diario “El Comercio” de Quito y Teatro Nacional Sucre; realizó además una gira exitosa por la República de Colombia con el auspicio del Gobierno del Ecuador, etc. La ciudad de Quito capital de la República del Ecuador, donde Huberto Santacruz entregó su mensaje artístico en muestra de cariño y la gratitud de todo un pueblo, le rindió un homenaje público por intermedio del Consejo capitalino, Corporación que en méritos a las cualidades de Santacruz en acto solemne le entregó pergamino de Honor y Liria de Oro. Fue igualmente galardonado por diferentes instrucciones Culturales y Artísticas de País. Huberto Santacruz, fue uno de los artistas más respetados por su caballerosidad y por su brillante trayectoria artística, que lo ubicaron como uno de los primeros del arte ecuatoriano. 

#### Muerte
Huberto Santacruz, luego de obtener gratas satisfacciones e ingratitudes propias de la vida de un artista ecuatoriano, fallece el 6 de mayo de 2004, rodeado del cariño inmenso de sus hijos y esposa, como del resto de sus familiares, cuyos restos cremados descansan en el Campo Santo Los Olivos.